# Rhaucus serripes
Rhaucus serripes is een hooiwagen uit de familie Cosmetidae. De originele naamcombinatie (protoniem) was Erginus serripes Simon 1879, later Flirtea serripes (Simon 1879) in Roewer, 1912 of alternatief Rhaucus (Erginus) serripes (Simon 1879) in Henriksen 1932. Een volgende naamrecombinatie werd gepubliceerd als Rhaucus serripes (Roewer, 1912) in Medrano, García, & Kury, 2022. 
Een junior subjectief synoniem is Metarhaucus fuscus F.O. Pickard-Cambridge 1905 in García & Kury, 2017. Belangrijk is dat dit synoniem het geslacht Metarhaucus tot een junior synoniem van Rhaucus maakt. Een andere synoniem is Metarhaucus reticulatus Roewer 1912 in García & Kury, 2017. Een andere is Rhaucus (Rhaucus) geographicus Sørensen in Henriksen 1932 (later Flirtea geographica) in García & Kury, 2017. Een andere is Flirtea paucimaculata Roewer 1963 in García & Kury, 2017.